# Richard F. Peltzer

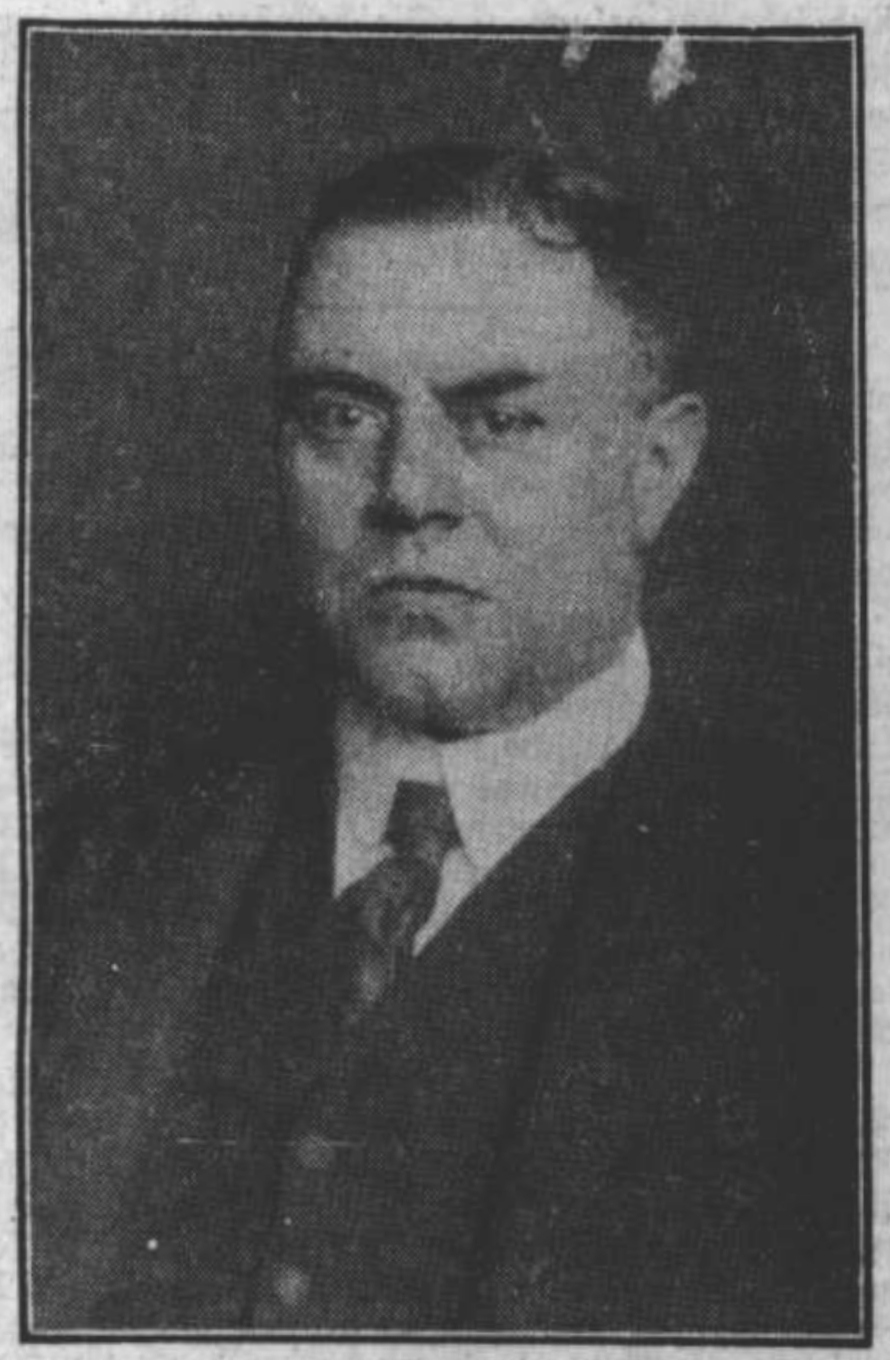
Richard Peltzer (sw-Druck eines Fotos zum Nachruf in den Hamburger Nachrichten vom 11. Januar 1926)

Richard Peltzer oder Richard F. Peltzer (geboren 6. November 1872 in Antwerpen; gestorben 9. Januar 1926 in Hamburg) war ein belgisch-deutscher Unternehmer, Antwerpener und Hamburger Reeder und Schifffahrts-Beteiligter bei der Niederschlagung des Aufstandes der Herero und der Nama in der Kolonie Deutsch-Südwestafrika. Zudem war er Sammler von Münzen und Medaillen.

## Leben
Richard F. Peltzer war Sohn eines aus einer alten rheinischen Familie stammenden Belgiers. In seiner Geburtsstadt besuchte er die dortige Deutsche Schule Antwerpen (DSA), bevor er – noch im Kindesalter – 1885 mit seiner Familie nach Hamburg übersiedelte, wo sein Vater später Inhaber der Firma H. Fölsch & Co. wurde beziehungsweise der Salpeter-Produzentin Fölsch & Martin.
In Hamburg absolvierte Peltzer die private Wahnschaffe-Schule und begann 1889 eine kaufmännische Lehre in der Vorwerk Gebr. & Co.
Nach Erwerb der hamburgischen Staatsangehörigkeit trat Peltzer erst der Deutschen Dampfschiffahrtsgesellschaft Kosmos bei, im 1900 dann der Woermann-Linie. Nach seiner Hochzeit mit der Tochter von Gustav Wilhelm Tietgens, dem Aufsichtsratsvorsitzenden der Hamburg-Amerika Linie, wurde er 1901 als persönlich haftender Gesellschaft in die als Kommanditgesellschaft geführte Woermann-Linie aufgenommen.
Im Auftrag „seiner“ Woermann-Linie reiste Peltzer mehrfach zwischen 1902 und 1904 nach Afrika und hielt sich 1904 bis 1905 in der Kolonie Deutsch-Südwestafrika insbesondere in Swakopmund und in der Lüderitzbucht auf. Dort übernahm er - nach dem Aufstand der Herero und der „Hottentotten“ - die Durchführung der Landung der deutschen Truppen mit dem Völkermord an den Herero und Nama in der Folge. Hierfür wurde Peltzer später mehrfach mit Ehrungen durch Kaiser Wilhelm II. ausgezeichnet.
Nach weiterem Aufenthalt in Afrika übersiedelte Peltzer 1908 zurück in seine Geburtsstadt Antwerpen, um die dortige Agence Maritime Walford zu leiten und diese zunächst zur Vertretung seiner eigenen Woermann-Linie zu berechtigen. Unter Peltzers Führung wurden durch Aufnahme weiterer Reedereien die Geschäfte der Antwerpener Firma erheblich ausgeweitet. 1912 wirkte er als Reeder unter seinem Namen Richard-Frédéric Peltzer, Wohnsitz in Antwerpen in der Rue Lamoninière No. 237, mit bei einer Aktionärsversammlung der deutsch-belgischen Kommerzgesellschaft für Belgisch-Kongo („Societé commercial belgo-allemande du Congo“) im Haus der Deutschen Bank in Brüssel.
Nach der Umwandlung der Woermann-Linie 1913 in eine Aktiengesellschaft wurde Peltzer in den Vorstand der AG berufen, blieb jedoch weiterhin in Antwerpen wohnen.
Nach dem Ausbruch des Ersten Weltkrieges wurde Peltzer als Deutscher aus Belgien ausgewiesen, war nach der Einnahme Antwerpens durch die Deutschen „einer der ersten Zivilpersonen, die […] die Stadt wieder betraten.“ Spätestens Mitte 1915 fungierte er dort wieder als Richard-Frédéric Peltzer mit Sitz im Haus 13, Canal des Récollets zu den im Kommissariatskollegium („Collège des commissaires“) tätigen Schiffsagenten („agent maritime“).
Vor allem auf Drängen von Albert Ballin, der sich aufgrund seiner Wertschätzung für Peltzers kaufmännische und Sachkenntnisse insbesondere für den Bereich der Paketfahrt starkmachte, wechselte Peltzer 1915 aus der Direktion der Woermann-Linie in den Vorstand der Hamburg-Amerika-Linie (HAPAG) und war dort leitende Kraft im Frachtverkehr.
In der Zeit der Weimarer Republik unternahm Peltzer wiederholte Auslandsreisen, um sich für die Interessen deutscher Schifffahrts-Unternehmen einzusetzen. 1919 wurde er zudem zum Mitglied der deutschen Schifffahrts-Delegation in Rotterdam gewählt.
Ein zunehmendes Leiden zwang Peltzer zur Aufgabe internationaler Betätigung. In Hamburg betätigte er sich dennoch als Ruderer beim Germania-Ruder-Club, in dem er zudem als Sponsor und Vorstandsmitglied wirkte. In der Hansestadt betätigte sich der als kenntnisreicher Ratgeber „in deutschen und ausländischen Schiffahrtskreisen […] außerordentlich geschätze“ Peltzer vielfach in weiteren Ehrenämtern, darunter als Handelsrichter. Er saß im Verwaltungsrat mehrerer Aktiengesellschaften, war Aufsichtsratsvorsitzender
- der Deutsch-Amerikanischen Petroleum Gesellschaft in Hamburg,
- der Deutschen Ostafrika-Linie
- und der Woermann-Linie.[1]

Zudem war er Mitglied im Aufsichtsrat mehrerer Aktiengesellschaften mit Sitz in Hamburg; der
- der AG für In- und Auslandsunternehmungen,
- der Bugsier-, Reederei- und Bergungsgesellschaft,
- der Niedersachsen Versicherungs-AG
- der Fleisch-Einfuhr Gesellschaft mbh[1]
- der Gesellschaft für automatische Telephonie AG[7]

sowie der in Riesa ansässigen Speicherei- und Speditions AG.
Richard F. Peltzer starb nach schwerer Krankheit im Alter von 53 Jahren und wurde am 13. Januar 1926 nach einem unter Beteiligung von Vertretern des Hamburger Senats und zahlreicher anderer Prominenter an ein Staatsbegräbnis ähnelnden Trauerfeier in der 8. Kapelle auf dem Friedhof Ohlsdorf beigesetzt.

## Sammlung Richard F. Peltzer

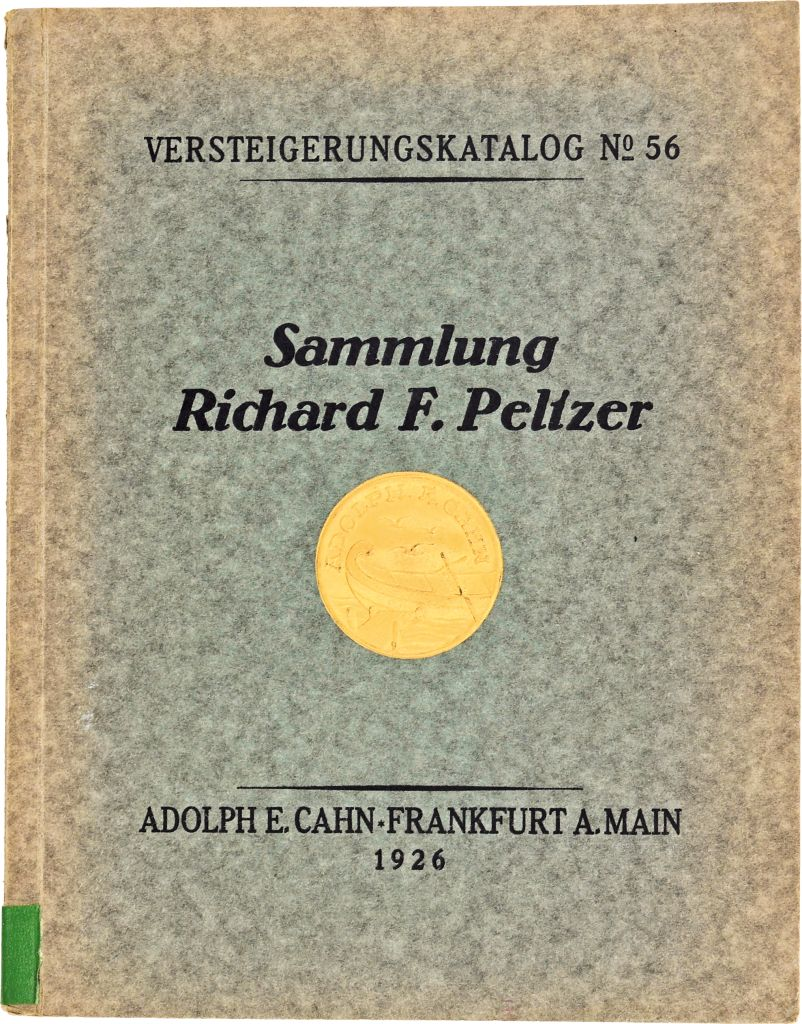
Umschlagdeckel des Auktionskataloges zur „Sammlung Richard F. Peltzer“ von 1926

Ein Teil der Münzen- und Medaillen-Sammlung Peltzers, bekannt als Sammlung Richard F. Peltzer, wurde postum ab dem 27. April 1926 in  der 56. Auktion im Auktionshaus Adolph E. Cahn in Frankfurt am Main versteigert. Der entsprechende, mit 18 Tafeln illustrierte Katalog umfasste mehr als 2500 Losnummern und war in 3 Abteilungen untergliedert: Freimaurermedaillen und -zeichen, Schießmünzen und Schützenmedaillen sowie Jagdmünzen und -medaillen und schließlich den Verkehr betreffende Münz- und Medaillenprägungen auf Eisenbahnbauten, Schifffahrt, Brücken und Straßenbau usw.
Peltzers Kollektion amerikanischer Prägungen wurde 1927 in London über das Auktionshaus Spink & Son Ltd. versteigert.